# 부타레
부타레(IPA: [βú.tɑ́.ɾe])는 후예라고도 알려져 있으며 이전에는 아스트리다로 알려졌던 르완다의 도시이다. 남부주에 위치한 인구 75,000명(2022년 기준)의 도시이자 후예지구의 수도이다. 인구 기준으로 르완다에서 다섯 번째로 큰 도시다.

## 역사
벨기에 식민 지배자들은 1920년대에 이 도시를 건설하고 벨기에의 여왕 아스트리드를 기리기 위해 도시를 아스트리다라고 지었다. 르완다 정부는 1962년 독립하면서 도시 이름을 바꿨다.

## 교육

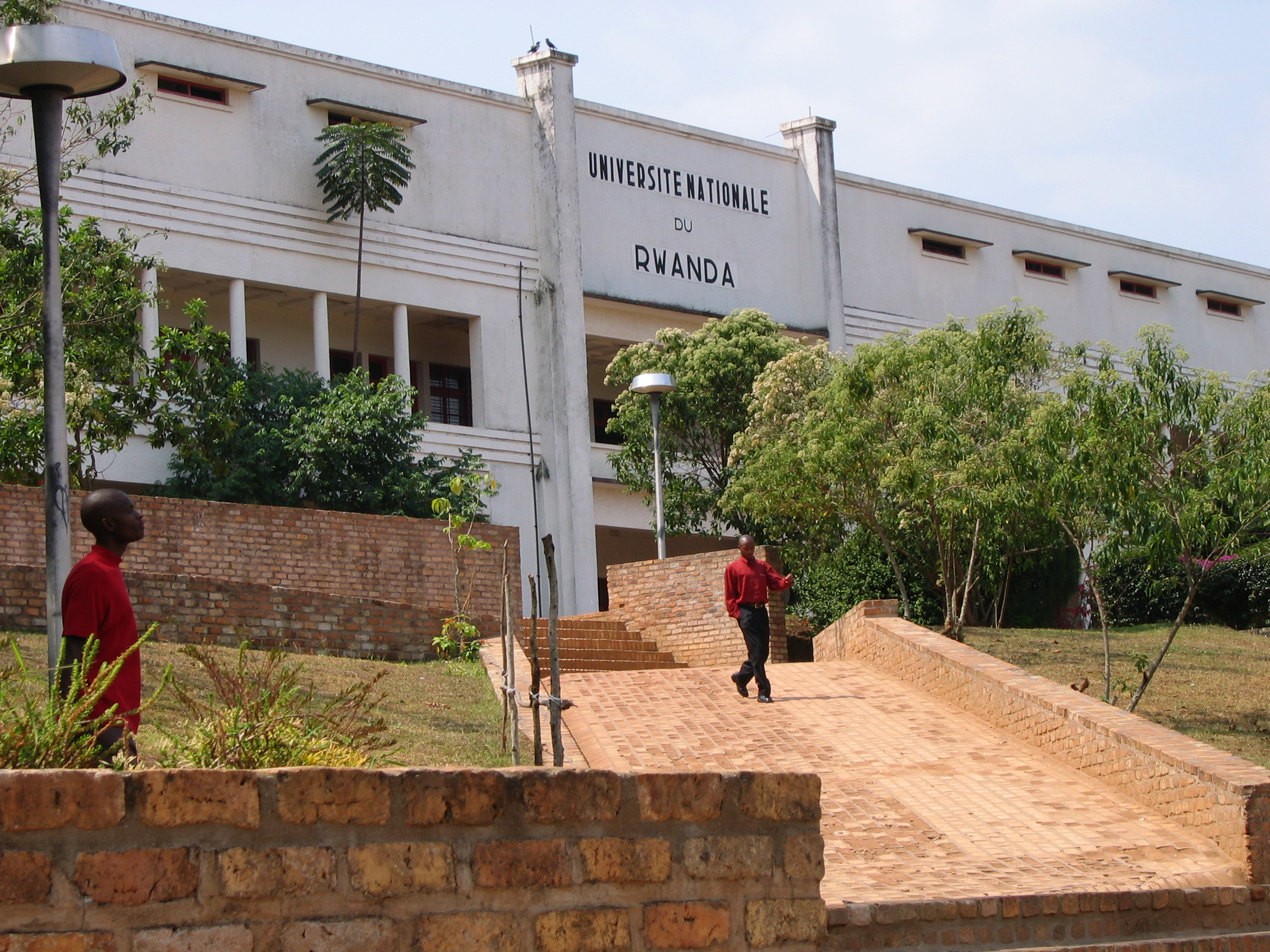
르완다 대학교 부타레 캠퍼스 모습

르완다 대학교 부타레 캠퍼스는 2013년에 설립되었다. 그 이전에 부타레 캠퍼스는 1963년 설립된 르완다 국립대학교라는 이름을 가지고 있었다. 부타레는 도시의 많은 대학생과 학생 중심의 활동으로 인해 종종 대학 도시로 간주된다. 또한 냐키반다 신학교와 르완다 국립과학연구소도 열었다.
부타레시는 오랫동안 르완다의 지적 수도로 여겨졌으며, 키갈리는 대부분의 정치적 권력을 가지고 있다. 부타레 스콜레어 오피시엘 드 부타레는 르완다에서 가장 큰 중등학교이다.

## 문화

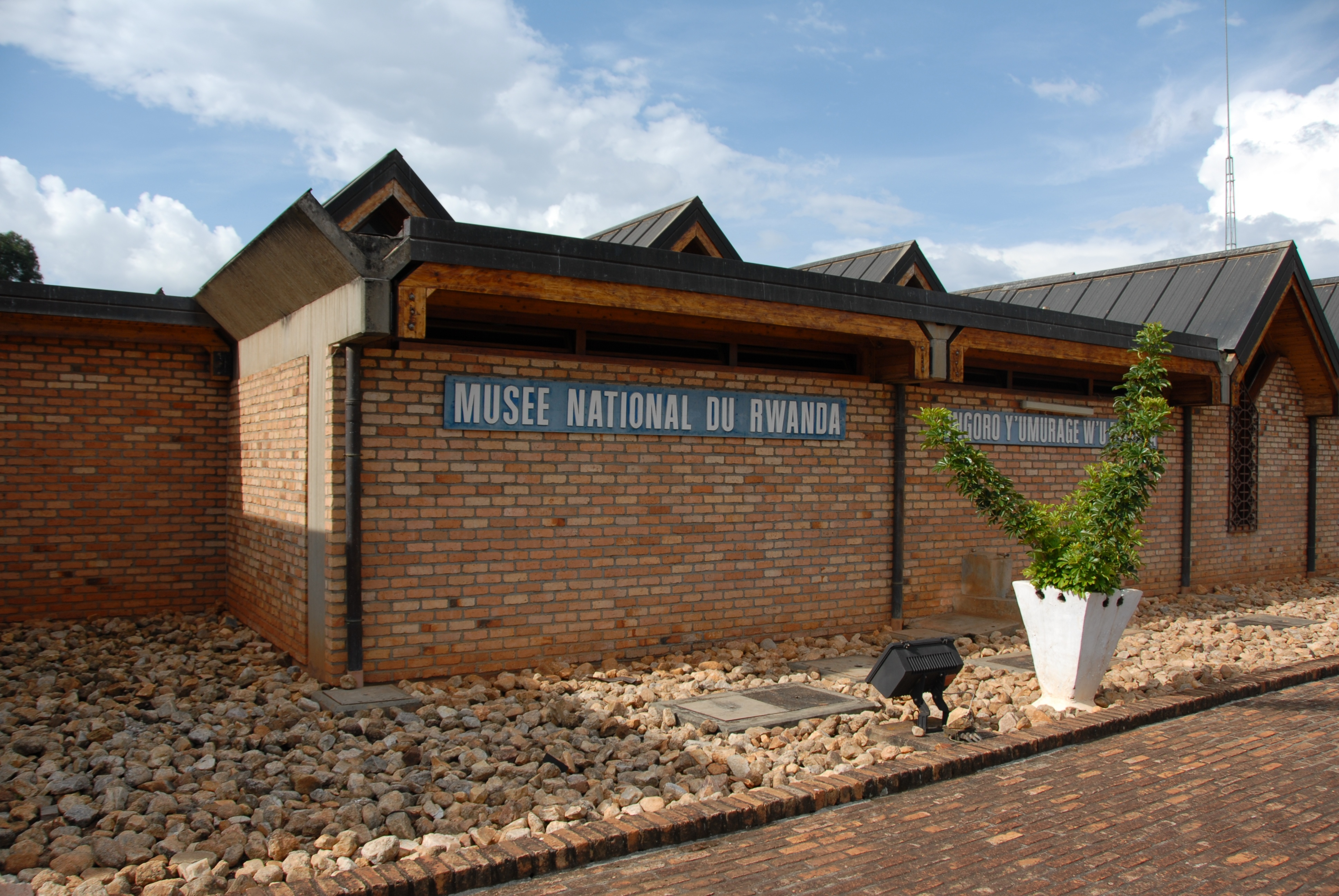
부타레의 민족지학 박물관

민족지학 박물관은 1990년대 초에 건립되었으며 국가와 지역의 문화사에 대한 정보를 제공하는 곳이다.

## 스포츠
무쿠라 빅토리 스포츠(Mukura Victory Sports)는 르완다 최상위 축구팀 중 하나로, 현재 르완다 프리미어 리그에 참가하고 있으며 홈경기는 스타드 후예에서 치른다.

## 예배 장소

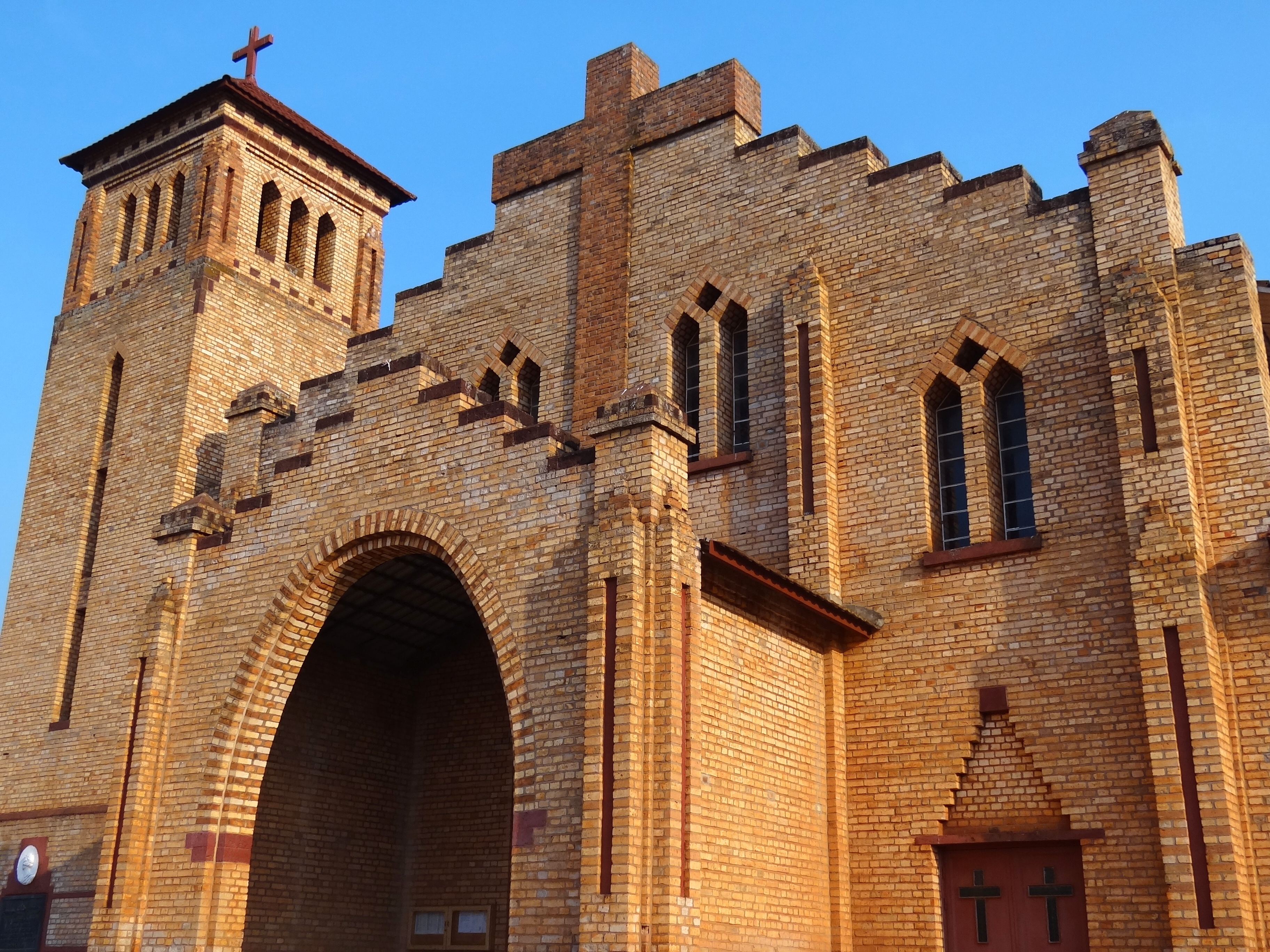
부타레의 지혜의 성모 대성당

예배 장소 중에는 로마 가톨릭 부타레 교구(가톨릭교회), 르완다 루테란교회(루테란세계연합), 르완다 성공회(잉글랜드 연합), 르완다 침례교회 연합(침례교회 세계연합), 하나님의 성회, 나사렛 교회당 등 기독교 교회와 사원이 주를 이룬다. 그 외에 이슬람 사원도 존재한다.

## 교통
부타레는 르완다 민간 항공국이 관리하는 작은 민간 공항인 부타레 공항이 있다.